# Richard Galliano
Pour les articles homonymes, voir Galliano.
 (juin 2023).
Si vous disposez d'ouvrages ou d'articles de référence ou si vous connaissez des sites web de qualité traitant du thème abordé ici, merci de compléter l'article en donnant les références utiles à sa vérifiabilité et en les liant à la section « Notes et références ».
Richard Galliano, né le 12 décembre 1950 à Cannes (Alpes-Maritimes), est un accordéoniste, bandonéoniste et compositeur français.

## Biographie
Encouragé par ses parents, Richard Galliano étudie le piano et l'accordéon dès l'âge de quatre ans.
Il continue d'apprendre à jouer de ces deux instruments avec Claude Noël. Ce dernier lui fera connaître le jazz, principal courant musical de Richard Galliano.
Un peu plus tard, il entre au conservatoire de Nice, dirigé par l'organiste Pierre Cochereau, et suit les cours d'harmonie, de contrepoint et de trombone à coulisse. Il  obtient un 1er prix  en 1969 pour cet instrument.
Il arrive à Paris en 1975 et rencontre Claude Nougaro dont il deviendra l'ami, l'accordéoniste, mais aussi le chef d'orchestre, et ce jusqu'en 1983. De cette étroite collaboration naîtront bon nombre de chansons qui font partie du patrimoine, telles que Allée des Brouillards, Des Voiliers, Vie Violence....
La deuxième rencontre déterminante aura lieu en 1980 avec le compositeur et bandonéoniste argentin Astor Piazzolla, qui l'encourage vivement à créer le « New musette » — comme il avait lui même créé le « New tango » argentin vingt ans plus tôt.
Le travail de Clifford Brown, découvert adolescent, l'inspire.
Richard Galliano est aujourd’hui l’unique accordéoniste concertiste qui enregistre pour le prestigieux label discographique allemand Deutsche Grammophon.[réf. nécessaire]
Richard Galliano a enregistré plus de 70 albums sous son nom et a collaboré avec un grand nombre d’artistes dans l'univers de la musique classique et jazz, sans oublier la chanson. 

## Décoration
- Commandeur de l'ordre des Arts et des Lettres (2011)

## Récompenses
- 1966 : 1er prix au Trophée Mondial de 1966 à Valence
- 1967 : 1er prix au Trophée Mondial de 1967 à Calais
- 1969 : 1er prix d'excellence au conservatoire de Nice
- 1992 : Musicien jazz de l'année par l'Académie du jazz
- 1992 : Prix Django-Reinhardt[2]
- 1997 : Victoires du jazz dans la catégorie Album jazz instrumental de l'année pour New York Tango
- 2014 : Victoire de la musique classique et prix du compositeur de l'année

## Hommage
- (121022) Galliano, astéroïde nommé en son honneur

## Discographie

### CD

#### ChezFrancis Dreyfus
- Spleen (1985), avec Franck Sitbon, Jean-Marc Jafet, Luiz Augusto, Eric Giausserand et Denis Leloup
- Panamanhattan (1990), avec Ron Carter
- Viaggio (1993), avec Charles Bellonzi, Pierre Michelot et Biréli Lagrène
- Laurita (1995), avec Palle Danielsson et Joey Baron, et invités Michel Portal, Toots Thielemans et Didier Lockwood
- New York Tango (1996), avec Biréli Lagrène, George Mraz et Al Foster
- Blow Up (1996), avec Michel Portal (clarinette, saxophone soprano et bandonéon)
- Tchaïkovski, Concerto no 1 Pour Piano Orchestre (1998). Il s'agit d'un arrangement et d'une interprétation de l'Opus 23 (3e mouvement) et de l'Allegro con Fuoco par Richard Galliano
- French Touch (1998), avec Michel Portal, J. F. Jenny-Clark et Daniel Humair (première session, mai 1998), et André Ceccarelli, Rémi Vignolo et J. M. Ecay (seconde session, juin 1998)
- Passatori (1998), i solisti dell'Orchestra della Toscana e Stefano Bollani au piano
- Chet Baker and The Boto Brazilian Quartet (1999), avec Chet Baker, Rique Pantoja Leite, Michel Peyratout et Jose Boto
- CD Box Inédits (1999), coffret comprenant trois CD :
  - Solo
  - Duo, avec Michel Portal
  - Trio, avec Daniel Humair et Jean-François Jenny-Clark
- Gallianissimo! — The best of Richard Galliano (2001)
- Face to Face (2001), avec Eddy Louiss, organiste
- Concerts (2001 et 2003), avec Michel Portal
- Piazzolla Forever (2003), avec quatuor à cordes, piano et contrebasse; en hommage à Astor Piazzolla, son mentor
- Ruby, My Dear (2004), New York Trio avec Clarence Penn et Larry Grenadier
- Solo (2007), Réédition du CD faisant partie du CD Box Inédits
- French Touch - New Mastering 2009 (2009), Réédition du CD French Touch avec quatre morceaux en bonus et une partie DVD de 30 minutes

#### ChezMilan Records
- Solo (2006), compositions d'Astor Piazzolla
- Luz Negra (2007), enregistré au Brésil, avec le Tangaria Quartet (Alexis Cardenas, Rafael Meijas, Philippe Aerts). Invité : Hamilton de Holanda
- Live In Marciac 2006 (2007), Richard Galliano & Tangaria Quartet (Alexis Cardenas, Rafael Meijas, Philippe Aerts). Invité : Hamilton de Holanda
- Love Day (2008), enregistré à Los Angeles (Studio Capitole), avec Gonzalo Rubalcaba, Charlie Haden et Mino Cinelu
- Ten Years Ago (2008), avec le Brussels Jazz Orchestra
- Au Brésil (2014), 2CD avec Chico César, Aleijadinho de Pombal, Pinto do Acordeon, Dominguinhos, Trio Tamandua, Os tres do Nordeste, Hamilton de Holanda
- La vie en rose (2015), avec Sylvain Luc

#### Chez Cam Jazz
- Hymne à l'amour (2007), enregistré à New York les 26 et 27 août 2007, avec Gary Burton, George Mraz et Clarence Penn.

#### Chez Vignola
- Vignola Réunion Trio (1996), avec Marcel Azzola et Antonello Salis

#### Chez Act
- Mare Nostrum (2008), avec Paolo Fresu et Jan Lundgren
- Mare Nostrum II (2016)
- Mare Nostrum III (2019)
- Mare Nostrum IV (2025)

#### Chez Label Bleu
- New Musette (1991) avec Philip Catherine, Pierre Michelot et Aldo Romano.

#### ChezDeutsche Grammophon
- Bach (2010), il s'agit d'arrangements pour accordéon. C'est le premier disque consacré à l'instrument chez ce grand éditeur.
- Nino Rota (2011), interprète des arrangements des musiques de Nino Rota avec un quintette de jazz.
- Vivaldi (2013), arrangement pour accordéon et instruments à cordes d'œuvres d'Antonio Vivaldi.
- Mozart (2016)

#### Autres labels
- Flying The Coops (1991), avec Jimmy Gourley, Dominique Lemerle et Philippe Combelle.
- Solo In Finland (1992)
- Blues Sur Seine (1992), en duo avec Jean-Charles Capon.
- Coloriage (1992), avec Gabriele Mirabassi.
- Illusions sensorielles (1993), avec Ivan Paduart
- Folies douces (1995), avec Ivan Paduart
- Galliano / Capon / Perrin (2001), avec Jean-Charles Capon et Gilles Perrin.
- The Essential Richard Galliano (2002), 2CD Live at the Montréal Jazz Festival 30 juin 2002
- Tango Forever Live (2004), enregistré en Pologne avec Bohdan Jarmolowicz, Wieslaw Przadka, Tomasz Tomaszewski, Filip Wojciechowski et l'Orchestre Philharmonique de Pologne.
- Douces illusions (2005), avec Ivan Paduart
- Sentimentale (2013), label Resonance
- Richard Galliano New York Tango Trio (2022) label TCB "The Montreux Jazz label"
- Madreperla (2023) label Navona Records USA

### Vinyles
- Richard Galliano Joue Ravel & Debussy (1979)
- Chet Baker Meets Novos Tempos Salsamba (1980), avec Chet Baker, Rique Panjota Leite, Michel Peyratout et Jose Boto
- Galliano / Capon / Perrin (1982), avec Jean-Charles Capon et Gilles Perrin
- Spleen (1985), avec Franck Sitbon, Jean-Marc Jafet, Luiz Augusto, Eric Giausserand et Denis Leloup
- Tangaria (2014), Richard Galliano & Tangaria Quartet (Alexis Cardenas, Rafael Meijas, Philippe Aerts). Invité : Hamilton de Holanda

### DVD
- Piazzolla Forever Live DVD (2006), enregistré le 8 juin 2005 au théâtre des Bouffes du Nord Paris et édité chez Francis Dreyfus
- Richard Galliano & Tangaria Quartet, Live In Marciac 2006 (2007), édité chez Milan Music
- The Wynton Marsalis Quintet & Richard Galliano enregistré Live in Marciac (2008) 13 aout 2008 CD/DVD "From Billie Holiday to Edith Piaf
- (Wynton Marsalis), (Richard Galliano), (Walter Blanding), (Dan Nimmer), (Carlos Henriquez), (Al Jackson) et (Hervé Sellin) Édité chez 2010 Rampart  Street et Jazz  in Marciac
- Richard Galliano, Acoustic Trio 2009 (2009), enregistré le 11 août 2000 et édité chez Francis Dreyfus. Richard Galliano est accompagné par Jean-Marie Ecay et Jean-Philippe Viret.
- Richard Galliano au Brésil (2014), édité chez Milan Music